# Il trafugatore di salme
Il trafugatore di salme (titolo originale The Body Snatcher) è un racconto a sfondo orrifico scritto da Robert Louis Stevenson nel 1884.

## Trama
Wolfe Mac Farlane, noto medico londinese, incontra dopo molti anni Donald Fettes, suo studente, che lo aveva aiutato a procurarsi cadaveri per esperimenti scientifici illeciti. In un lungo flashback Fettes racconta agli amici tutta la vicenda. Lui e Mac Farlane finiranno preda di una sottile vendetta post mortem da parte del loro ex complice Gray, ucciso e sezionato in precedenza, che apparirà sul loro carro al posto del corpo di una contadina, spaventandoli a morte e spingendoli, forse, in futuro sulla via del bene.

## Edizioni in italiano
- Robert Louis Stevenson, Romanzi, racconti e saggi, a cura di Attilio Brilli, A. Mondadori, Milano 1982
- Robert Louis Stevenson, Lo strano caso del dottor Jekyll e del signor Hyde; il trafugatore di salme; un capitolo sui sogni, a cura di Attilio Brilli, con uno scritto di Joyce Carol Oates; A. Mondadori, Milano 1985
- Robert Louis Stevenson, Lo strano caso del dottor Jekyll e del signor Hyde; Il trafugatore di salme; Un capitolo sui sogni, a cura di Attilio Brilli, Famiglia cristiana, Cuneo 1999
- Robert Louis Stevenson, Il trafugatore di salme, a cura di Livio Crescenzi, Mattioli Fidenza 1885, 2016 ISBN 978-88-6261-531-0
- Robert Louis Stevenson, Il trafugatore di salme, traduzione di Andrea Cariello, Leone, Milano 2016 ISBN 978-88-6393-305-5

## Cinema
Il romanzo ha fornito lo spunto e la maggior parte della trama per il film La iena - L'uomo di mezzanotte diretto da Robert Wise nel 1945. Nei ruoli principali: Boris Karloff, Bela Lugosi, Henry Daniell.